# Natalus jamaicensis
Natalus jamaicensis là một loài động vật có vú trong họ Natalidae, bộ Dơi. Loài này được Goodwin mô tả năm 1959.